# Jacobaea uniflora
Il senecione unifloro (nome scientifico Jacobaea uniflora (All.) Veldkamp, 2006) è una specie di pianta angiosperma dicotiledone della famiglia delle Asteraceae (sottofamiglia Asteroideae).

## Etimologia
Il nome generico (Jacobaea) potrebbe derivare da due fonti possibili: (1) da San Giacomo (o Jacobus); oppure (2) in riferimento all'isola di Santiago (Capo Verde). L'epiteto specifico (uniflora = scapo con un unico fiore) fa invece riferimento al suo habitus.
Il binomio scientifico attualmente accettato (Jacobaea uniflora) è stato proposto inizialmente dal botanico e medico italiano Carlo Ludovico Allioni (1728 – 1804) e perfezionato in seguito dal botanico Jan Frederik Veldkamp  (1941 -) nella pubblicazione ”Compositae Newslett. 44: 7.2006” del 2006.

## Descrizione

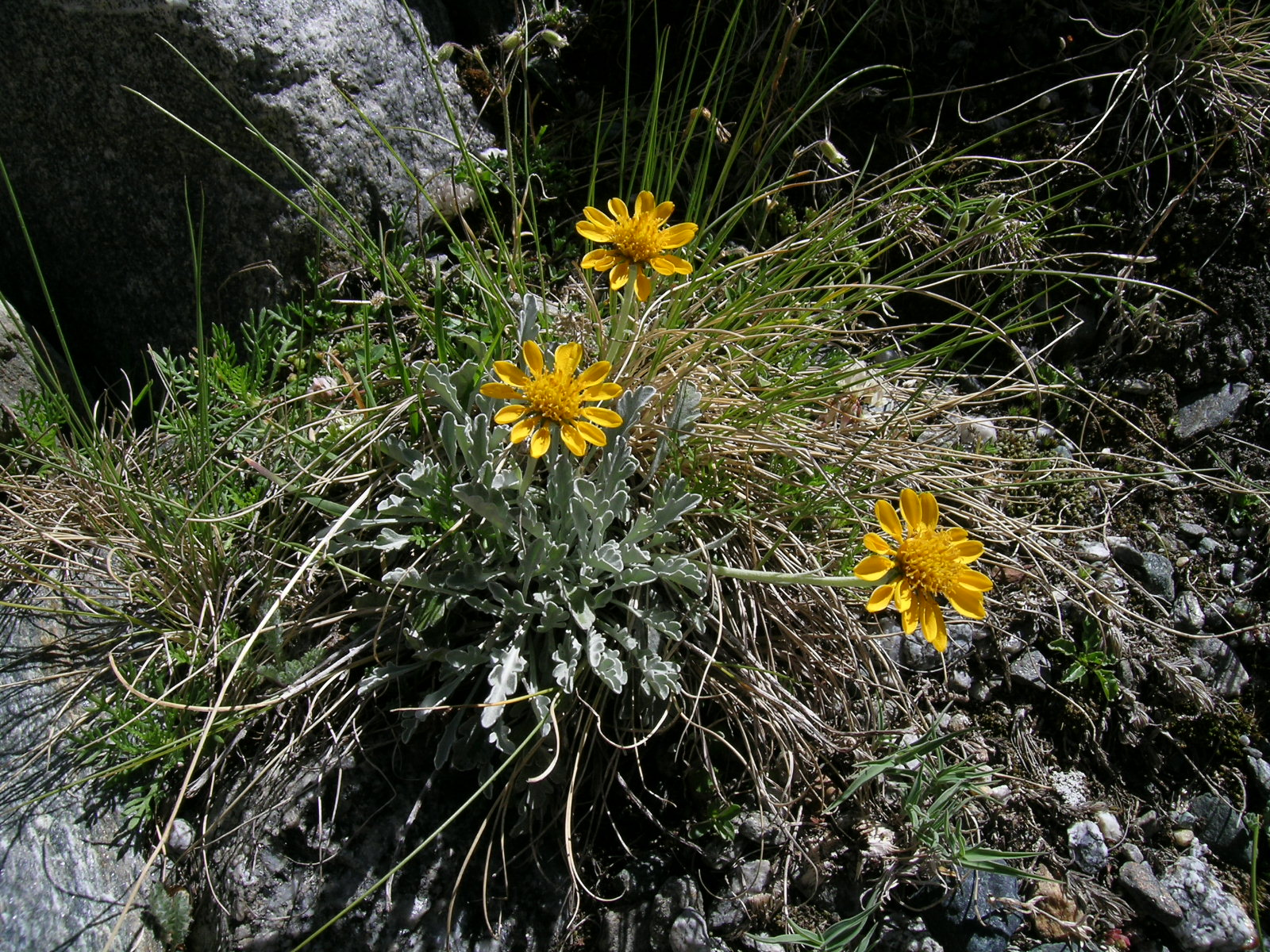
Il portamento

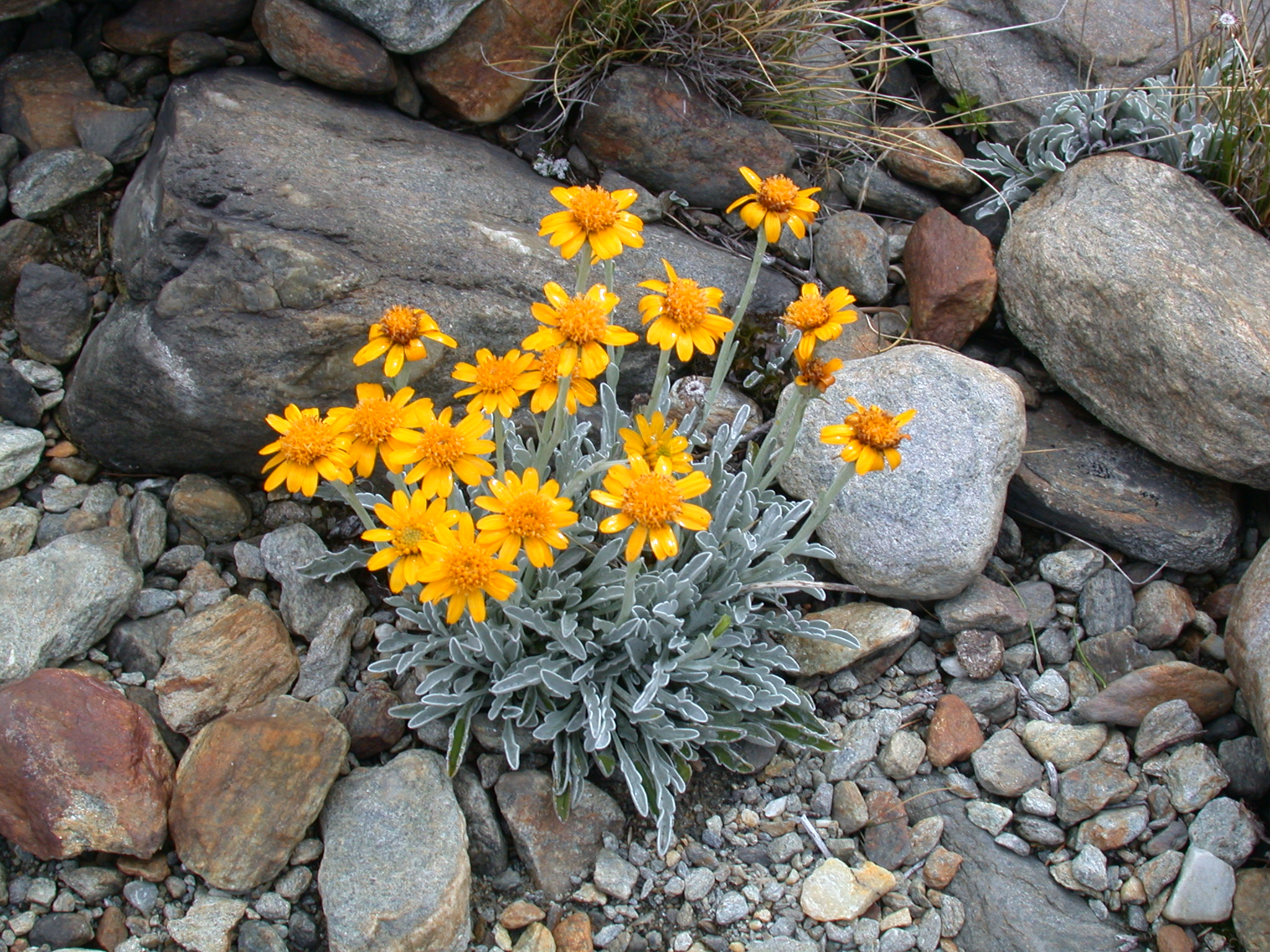
Le foglie

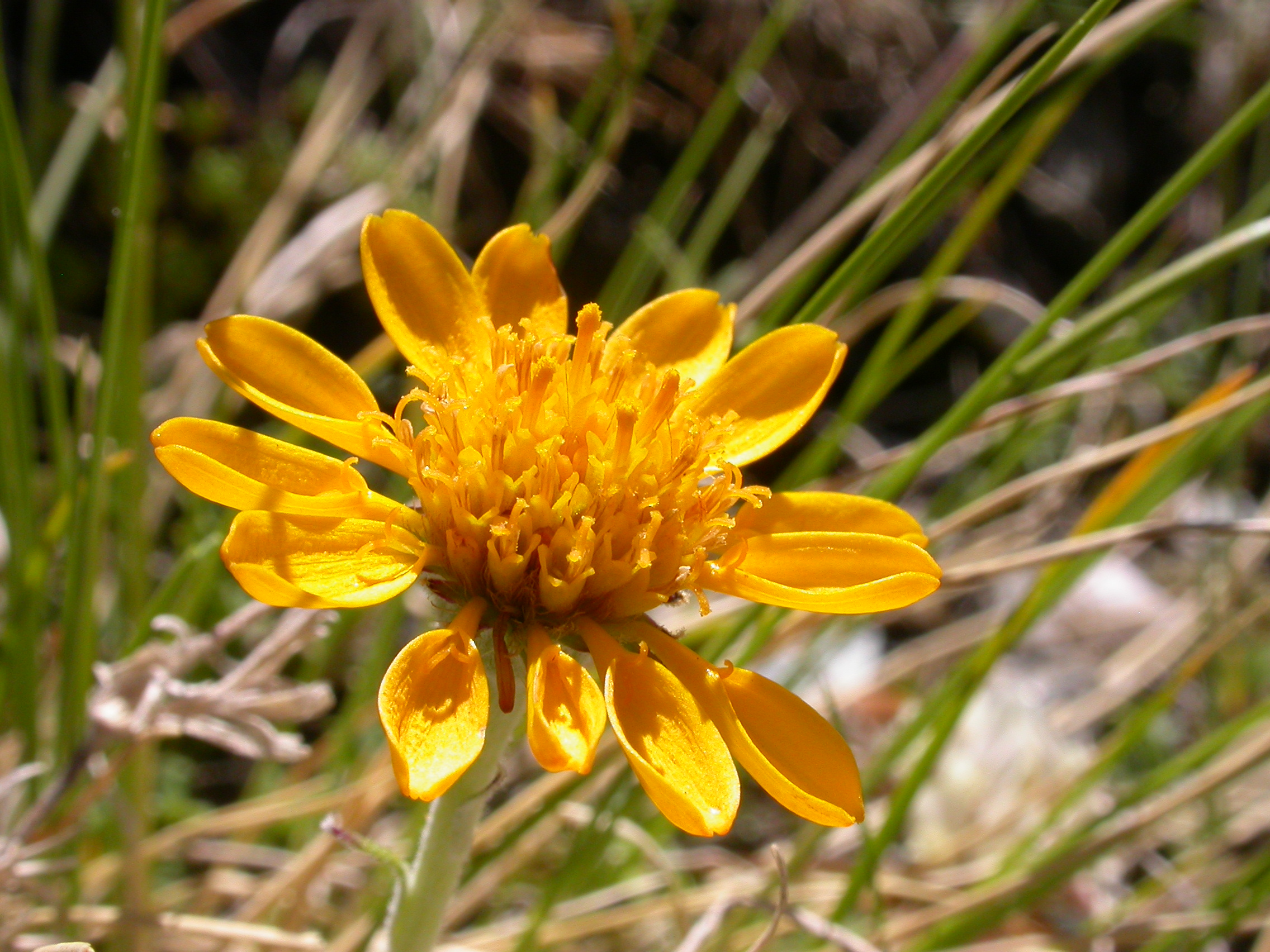
Il capolino

Habitus. L'altezza di queste piante varia da 3 a 12 cm. La forma biologica è emicriptofita scaposa (H scap), ossia sono piante perenni, con gemme svernanti al livello del suolo e protette dalla lettiera o dalla neve, dotate di un asse fiorale eretto e spesso privo di foglie. Queste piante possiedono al loro interno delle sostanze chimiche quali i lattoni sesquiterpenici e alcaloidi pirrolizidinici Tutta la pianta è bianco-tomentosa.
Radici. Le radici in genere sono secondarie da rizoma e possono essere fibrose.
Fusto. 
- Parte ipogea: la parte sotterranea consiste in un breve rizoma legnosetto.
- Parte epigea: la parte aerea del fusto è eretta, ascendente e semplice (un solo capolino).

Foglie. Le foglie sono allungate (a forma lanceolato-spatolata) con i margini debolmente lobati; spesso i bordi sono revoluti.
Infiorescenza.  L'infiorescenza è formata da singoli capolini. La struttura dei capolini è quella tipica delle Asteraceae: un peduncolo sorregge un involucro composto da 21 brattee disposte su un unico rango e tutte uguali fra loro, che fanno da protezione al ricettacolo più o meno piano e nudo (senza pagliette) sul quale s'inseriscono due tipi di fiori: quelli esterni ligulati gialli (da 12 a 16) e quelli interni tubulosi di colore giallo aranciato. Alla base dell'involucro sono presenti diverse squame più brevi. Diametro del capolino: 2 – 2,5 cm. Lunghezza delle squame: 10 mm.
Fiori.  I fiori sono tetra-ciclici (formati cioè da 4 verticilli: calice – corolla – androceo – gineceo) e pentameri (calice e corolla formati da 5 elementi). Sono inoltre ermafroditi, più precisamente i fiori del raggio (quelli ligulati e zigomorfi) sono femminili; mentre quelli del disco centrale (tubulosi e actinomorfi) sono bisessuali o a volte funzionalmente maschili.
- Formula fiorale:

*/x K {\displaystyle \infty }, [C (5), A (5)], G 2 (infero), achenio
- Calice: i sepali del calice sono ridotti ad una coroncina di squame.
- Corolla: nella parte inferiore i petali della corolla sono saldati insieme e formano un tubo. In particolare le corolle dei fiori del disco centrale (tubulosi) terminano con delle fauci dilatate a raggiera con cinque lobi. I lobi possono avere una forma da deltoide a triangolare-ovata. Nella corolla dei fiori periferici (ligulati) il tubo si trasforma in un prolungamento da nastriforme o ligulato a filiforme o allargato, terminante più o meno con cinque dentelli. Il colore delle corolle è giallo. Lunghezza dei fiori ligulati: 10 – 12 mm.
- Androceo: gli stami sono 5 con dei filamenti liberi. La parte basale del collare dei filamenti può essere dilatata. Le antere invece sono saldate fra di loro e formano un manicotto che circonda lo stilo. Le antere sono senza coda ("ecaudate"); a volte sono presenti delle appendici apicali che possono avere varie forme (principalmente lanceolate). La struttura delle antere è di tipo tetrasporangiato, raramente sono bisporangiate. Il tessuto endoteciale è radiale o polarizzato. Il polline è tricolporato (tipo "helianthoid").[15]
- Gineceo: lo stilo è biforcato con due stigmi nella parte apicale. Gli stigmi sono sub-cilindrici, troncati e con un ciuffo di peli alla sommità.  Le superfici stigmatiche (i recettori del polline) sono separate.[6]  L'ovario è infero uniloculare formato da 2 carpelli.
- Antesi: da luglio a agosto.

Frutti. I frutti sono degli acheni cilindrici e pelosi. Sono inoltre provvisti di un pappo biancastro.

## Biologia
Impollinazione: l'impollinazione avviene tramite insetti (impollinazione entomogama tramite farfalle diurne e notturne).
Riproduzione: la fecondazione avviene fondamentalmente tramite l'impollinazione dei fiori (vedi sopra).
Dispersione: i semi (gli acheni) cadendo a terra sono successivamente dispersi soprattutto da insetti tipo formiche (disseminazione mirmecoria). In questo tipo di piante avviene anche un altro tipo di dispersione: zoocoria. Infatti gli uncini delle brattee dell'involucro (se presenti) si agganciano ai peli degli animali di passaggio disperdendo così anche su lunghe distanze i semi della pianta. Inoltre per merito del pappo il vento può trasportare i semi anche a distanza di alcuni chilometri (disseminazione anemocora).
La specie di questa voce è stato oggetto di uno studio sulla sopravvivenza di alcune specie alpine durante le ultime glaciazioni del Pleistocene. In particolare analizzando alcune frammenti del DNA dei cloroplasti della Jacobaea uniflora di varie zone alpine si sono individuate due aree a sud-ovest (Bonneval-sur-Arc,  Savoia – Francia) e a nord-ovest (Zermatt/Simplon, Vallese – Svizzera) della Val d'Aosta di sopravvivenza durante i periodi glaciali dalle quali poi per graduale ricolonizzazione di aree periferiche e intermedie la specie ha rioccupato l'attuale area di distribuzione.

## Distribuzione e habitat

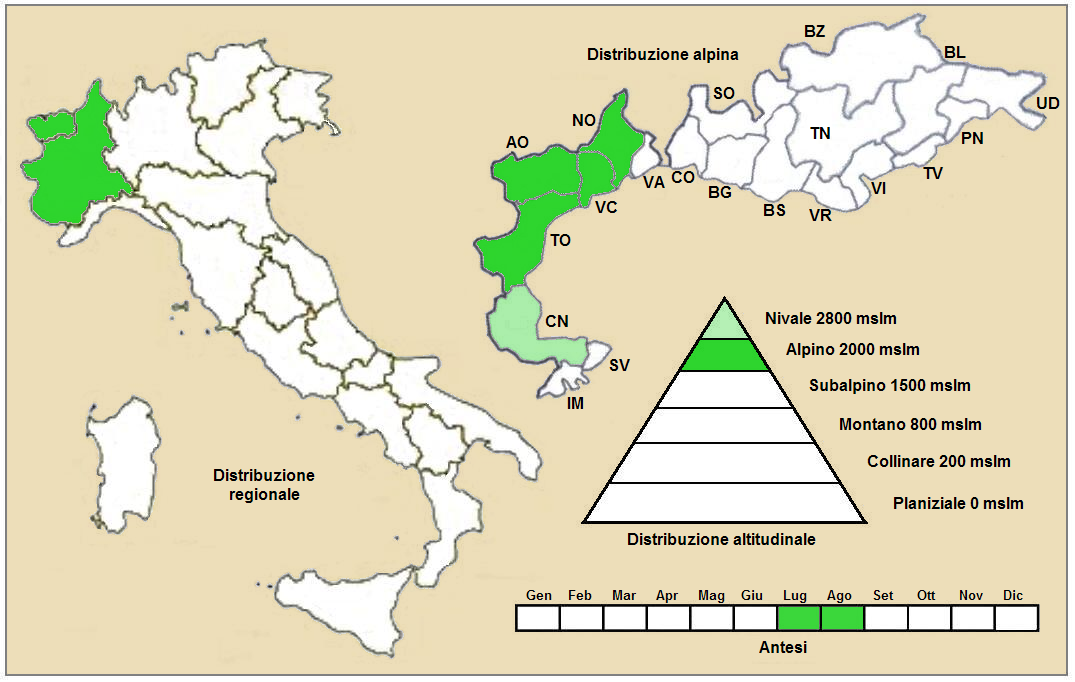
Distribuzione della pianta
(Distribuzione regionale – Distribuzione alpina)

Geoelemento: il tipo corologico (area di origine) è Endemico – Ovest Alpico.
Distribuzione: in Italia questa specie è presente (ma raramente) solamente nella parte occidentale delle Alpi. Oltre confine, sempre nelle Alpi, è presente in Francia (dipartimento della Savoia) e in Svizzera (cantone Vallese).
Habitat: l'habitat tipico sono i pascoli alpini (praterie rase alpine e subalpine) e le creste ventose; ma anche i muri, i ripari sotto le rocce, i ghiaioni e le pietraie. Il substrato preferito è siliceo con pH acido, bassi valori nutrizionali del terreno che deve essere secco.
Distribuzione altitudinale: sui rilievi alpini queste piante si possono trovare da 1.900 fino a 2.800 m s.l.m. (massimo 3.500 m s.l.m.); frequentano quindi i seguenti piani vegetazionali: alpino e in parte quello nivale.

### Fitosociologia
Dal punto di vista fitosociologico alpino Jacobaea uniflora appartiene alla seguente comunità vegetale:
Formazione: delle comunità delle praterie rase dei piani subalpino e alpino con dominanza di emicriptofite
Classe: Juncetea trifidi
Ordine: Caricetalia curvulae
Alleanza: Caricion curvulae

## Tassonomia
La famiglia di appartenenza di questa voce (Asteraceae o Compositae, nomen conservandum) probabilmente originaria del Sud America, è la più numerosa del mondo vegetale, comprende oltre 23.000 specie distribuite su 1.535 generi, oppure 22.750 specie e 1.530 generi secondo altre fonti (una delle checklist più aggiornata elenca fino a 1.679 generi). La famiglia attualmente (2021) è divisa in 16 sottofamiglie; la sottofamiglia Asteroideae è una di queste e rappresenta l'evoluzione più recente di tutta la famiglia.

### Filogenesi
Il genere di questa voce appartiene alla sottotribù Senecioninae della tribù Senecioneae (una delle 21 tribù della sottofamiglia Asteroideae). La struttura della sottotribù è molto complessa e articolata (è la più numerosa della tribù con oltre 1.200 specie distribuite su un centinaio di generi) e al suo interno sono raccolti molti sottogruppi caratteristici le cui analisi sono ancora da completare. Il genere di questa voce, insieme al genere Bethencourtia, forma un "gruppo fratello" e si trova, da un punto di vista filogenetico, in una posizione abbastanza centrale della sottotribù.
I caratteri distintivi per le specie del genere  Jacobaea sono:
- caratteristico è il rivestimento con peli sottili, sinuosi formanti un feltro compatto;
- alcune brattee dell'involucro inferiore (chiamato anche calice dell'involucro) solo più lunghe di quelle interne.

La specie  J. uniflora è individuata dai seguenti caratteri specifici:
- il portamento è erbaceo perenne con altezza di 3 - 12 cm;
- le foglie hanno delle forme oblanceolato-spatolate;
- le sinflorescenze sono formate da un unico capolino;
- diametro del capolino: 2 - 2,5 cm;
- numero delle brattee involucrali: 20 - 21;
- numero dei fiori ligulati: 12 - 16.

### Sinonimi
Sono elencati alcuni sinonimi per questa entità:
- Senecio halleri Dandy, 1970
- Senecio uniflorus  (All.) All., 1785
- Solidago uniflora  All., 1773
- Inula laciniata  Lam., 1779